# Erioptera nigribasis
Erioptera nigribasis är en tvåvingeart som beskrevs av Edwards 1928. Erioptera nigribasis ingår i släktet Erioptera och familjen småharkrankar. Inga underarter finns listade i Catalogue of Life.